# Anatoli Koteixev
Anatoli Koteixev (rus: Анатолий Алексеевич Котешев)  (Novossibirsk, 16 de juliol de 1944) és un tirador d'esgrima rus, ja retirat, especialista en floret, que va competir sota bandera de la Unió Soviètica durant la dècada de 1970.
El 1972 va prendre part en els Jocs Olímpics d'Estiu de Múnic, on va disputar dues proves del programa d'esgrima. En la prova del floret per equips va guanyar la medalla de plata, mentre en la del floret individual quedà eliminat en sèries.
En el seu palmarès també destaquen tres medalles al Campionat del Món d'esgrima, dues d'or i una de bronze, entre les edicions de 1970 i 1973. El 1970 guanyà una medalla d'or a les Universíades i el 1973 el campionat soviètic de floret.